# Mika Biereth
Mika Miles Biereth (Londres, Inglaterra, 8 de febrero de 2003) es un futbolista danés que juega de delantero en el A. S. Monaco F. C. de la Ligue 1.

## Primeros años
Nació en Londres, de padre danés-alemán y madre bosnia. Pasó por las categorías inferiores del Fulham F. C. Terminó la temporada 2020-21 como máximo goleador de la Premier League Sur sub-18, con 21 goles y 13 asistencias.

## Trayectoria
Se incorporó al Arsenal F. C. y firmó su primer contrato profesional el 30 de julio de 2021. El 19 de septiembre de 2021 marcó tres goles en la victoria a domicilio por 6-1 sobre el Chelsea sub-23 en Kingsmeadow en la Premier League 2, sellando su primer hat-trick con el Arsenal sub-23. En mayo de 2022, tras una serie de impresionantes actuaciones, fue uno de los ocho jugadores nominados para el Premio al Jugador del Mes de abril de la Premier League 2, aunque finalmente fue concedido al West Ham United F. C. de Sonny Perkins.
Apareció cuatro veces como suplente no utilizado en el primer equipo del Arsenal durante la temporada 2021-22: en el partido de tercera ronda de la FA Cup a domicilio contra el Nottingham Forest F. C. en el City Ground el 9 de enero, en los dos partidos de semifinales de la Copa de la Liga contra el Liverpool F. C. en Anfield el 13 de enero y en el Emirates Stadium el 20 de enero, y en el partido de la 23.ª jornada de la Premier League disputado en el Emirates Stadium contra el Burnley F. C. el 23 de enero.
Se incorporó al RKC Waalwijk en calidad de cedido por una temporada el 23 de junio de 2022. El 17 de septiembre de 2022 debutó en competición con el club en la victoria por 5-1 en casa ante el S. C. Cambuur en la liga. El 7 de octubre marcó su primer y segundo gol en competición como suplente en la victoria por 3-2 sobre el F. C. Groningen en liga en el Noordlease Stadion, ayudando al equipo a registrar la primera victoria a domicilio de la temporada.
Se incorporó al Motherwell F. C. en calidad de cedido por una temporada el 3 de agosto de 2023. Marcó seis goles en 15 partidos con el Motherwell antes de ser llamado por el Arsenal en enero de 2024.
El 19 de enero de 2024 fue cedido al SK Sturm Graz por el resto de la temporada 2023-24. El 2 de febrero de 2024 debutó como titular en la victoria por 2-0 en la Copa de Austria contra el FK Austria Viena, marcando el segundo gol que llevó al Sturm Graz a la siguiente ronda, que acabó ganando. Debutó en la Bundesliga austriaca el 9 de febrero de 2024, también como titular, en el empate a uno ante el Red Bull Salzburgo. Al final de la temporada, contribuyó con seis goles y dos asistencias en todas las competiciones para el Sturm Graz, desempeñando un papel crucial en su doblete de la Bundesliga austriaca y la Copa de Austria.
El 8 de julio de 2024 el Arsenal confirmó su traspaso definitivo al Sturm Graz por 4 millones de libras.

## Selección nacional
Nacido en Inglaterra, es de ascendencia danesa por vía paterna, aunque el seleccionador danés se lo atribuyó incorrectamente a su madre. Representó a Dinamarca en la categoría sub-19 y lo convocaron por primera vez en septiembre de 2021, y debutó con la selección en una victoria a domicilio por 2-0 contra Irlanda del Norte sub-19 el 6 de octubre de 2021. Fue convocado por primera vez por la selección sub-21 de Dinamarca en marzo de 2023.
El 20 de marzo de 2025 hizo su debut con la selección de Dinamarca en un encuentro de la Liga de Naciones de la UEFA ante Portugal que ganaron por uno a cero.

## Estilo de juego
Se le ha descrito como un jugador robusto, dotado de una habilidad polivalente y con facilidad para marcar goles. Su estilo de juego, especialmente su agresividad y contribución defensiva, ha sido comparado con el de Jamie Vardy. Al igual que Vardy, se siente más cómodo como clásico "número 9", o secundariamente en la banda. Durante su estancia en la Academia Hale End del Arsenal, desarrolló su juego general y táctico.

## Otros medios
Participó en la docuserie deportiva de Amazon Original All or Nothing: Arsenal, que documentó al club pasando tiempo con el cuerpo técnico y los jugadores entre bastidores, tanto dentro como fuera del campo, a lo largo de su temporada 2021-22.

## Estadísticas

### Clubes
Actualizado al último partido disputado el 5 de noviembre de 2024.
| Club                        | Div.          | Temporada     | Liga  | Liga  | Liga   | Copas nacionales | Copas nacionales | Copas nacionales | Copas internacionales | Copas internacionales | Copas internacionales | Total | Total | Total  |
| Club                        | Div.          | Temporada     | Part. | Goles | Asist. | Part.            | Goles            | Asist.           | Part.                 | Goles                 | Asist.                | Part. | Goles | Asist. |
| --------------------------- | ------------- | ------------- | ----- | ----- | ------ | ---------------- | ---------------- | ---------------- | --------------------- | --------------------- | --------------------- | ----- | ----- | ------ |
| RKC Waalwijk · Países Bajos | 1.ª           | 2022-23       | 12    | 2     | 0      | 1                | 0                | 0                | ―                     | ―                     | ―                     | 13    | 2     | 0      |
| RKC Waalwijk · Países Bajos | Total club    | Total club    | 12    | 2     | 0      | 1                | 0                | 0                | 0                     | 0                     | 0                     | 13    | 2     | 0      |
| Motherwell F. C. Escocia    | 1.ª           | 2023-24       | 14    | 6     | 5      | 1                | 0                | 0                | ―                     | ―                     | ―                     | 15    | 6     | 5      |
| Motherwell F. C. Escocia    | Total club    | Total club    | 14    | 6     | 5      | 1                | 0                | 0                | 0                     | 0                     | 0                     | 15    | 6     | 5      |
| SK Sturm Graz · Austria     | 1.ª           | 2023-24       | 15    | 5     | 2      | 3                | 1                | 1                | 4                     | 3                     | 0                     | 22    | 9     | 3      |
| SK Sturm Graz · Austria     | 1.ª           | 2024-25       | 12    | 8     | 1      | 3                | 1                | 0                | 4                     | 0                     | 0                     | 19    | 9     | 1      |
| SK Sturm Graz · Austria     | Total club    | Total club    | 27    | 13    | 3      | 6                | 2                | 1                | 8                     | 3                     | 0                     | 41    | 18    | 4      |
| Total carrera               | Total carrera | Total carrera | 53    | 21    | 8      | 8                | 2                | 1                | 8                     | 3                     | 0                     | 69    | 26    | 9      |

## Palmarés

### Títulos nacionales
| Título          | Club          | País    | Año  |
| --------------- | ------------- | ------- | ---- |
| Copa de Austria | SK Sturm Graz | Austria | 2024 |
| Bundesliga      | SK Sturm Graz | Austria | 2024 |